# Mesoligia miniscula
Mesoligia miniscula är en fjärilsart som beskrevs av Abel Dufrane 1932. Mesoligia miniscula ingår i släktet Mesoligia och familjen nattflyn. Inga underarter finns listade i Catalogue of Life.